# هوهانس کاراپتیان (کارگردان تئاتر)
هوهانس لئونی کاراپتیان (هوهانس کاغاوانتسیان (ارمنی: Հովհաննես Լևոնի Կարապետյան (Հովհաննես Կաղզվանցյան؛  زادهٔ ۱ آوریل ۱۹۱۴ - درگذشته ۳۰ مهٔ ۱۹۹۴) کارگردان تئاتر اهل ارمنستان بود.

## زندگی‌نامه
وی در ۱ آوریل ۱۹۱۴ در آلکساندراپول به دنیا آمد . وی همچنین برنده جوایزی همچون هنرمند مردمی ارمنستان شوروی شد. وی در ۳۰ مه ۱۹۹۴ در سن سالگی در ایروان درگذشت.